# Polysphincta rufipes
Polysphincta rufipes là một loài tò vò trong họ Ichneumonidae.